# بویانووکا
بویانووکا (به لهستانی:  Bojanówka) یک روستا در لهستان است که در گمینا ووخنگ واقع شده‌است.